# 15597 Piotrlazarek
A 15597 Piotrlazarek (ideiglenes jelöléssel (15597) 2000 GM96) a Naprendszer kisbolygóövében található aszteroida. A LINEAR projekt keretében fedezték fel 2000. április 6-án.